# Rickling (Essex)
Rickling is een dorp in het bestuurlijke gebied Uttlesford in het Engelse graafschap Essex. Het maakt deel van de civil parish Quendon and Rickling. Het dorp heeft een kerk.